# Allocnemis leucosticta
Allocnemis leucosticta – gatunek ważki z rodziny pióronogowatych (Platycnemididae). Występuje na terenie Afryki Południowej.
Imago lata od września do końca maja. Długość ciała 39–43 mm. Długość tylnego skrzydła 22,5–24 mm.